# Miguel Ángel Martín
Miguel Ángel Martín, que signa com a Mrtn, és un il·lustrador i comicaire espanyol nascut a Lleó el 1960. Els seus còmics, entre les quals destaquen sèries com Brian the Brain, Rubber Flesh, Psychopathia Sexualis o The Space Between, aborden una temàtica dura, centrada en la pornografia, la tecnologia i la violència, la qual contrasta amb el seu traç net i ambient asèptic, proper a la línia clara. A les seves paraules: "la gràcia està en la combinació d'un dibuix net, naïf i fins i tot ingenu amb uns continguts una mica escabrosos, àcids i retorçats". Ha dissenyat, a més, infinitat d'il·lustracions, cartells, cobertes de discos (principalment per Subterfuge) i portades de llibres, així com el marxandatge.